# アイミングモデルエージェンシー
アイミングモデルエージェンシー（Aiming Model Agency）は東京都世田谷区に本社を置く日本のモデル事務所。芸能事務所である。

## 所属者一覧
- 高橋里華　※「ホーユー／ヘアマスカラ」「第一三共ヘルスケア／パテックス機能性サポーター（ひざ用）」「1992年フジテレビビジュアルクイーン」
- 沼倉絵里子「池田模範堂／ヒビケアFT」「1993年JAL沖縄キャンペーンガール」「1994年大磯ロングビーチキャンペーンガール」「ファーストクレジット」

- 三宅あみ　※「テレビ朝日／夢情報」レギュラー
- 中村ゆう子　※フリーアナウンサー・リポーター・舞台活動（東京アンテナコンテナ）／白勢恵　※ダンス講師（JAMスタジオ）／宮崎薫／成沢紀子／NAO／英里子／ちとせ／浅見かがり　※舞台を中心に活動／露崎ひとみ／沼倉明香／結衣／佳山真子／緒方梨乃／仲 ゆきえ／未来
- ラウレア・ラニ（フラチーム）(Rika,Megu,NaNa,Yuko,Izumi,Mika,Maiko,Yukiko)
- 警察監修(永澤敏敬／元警視庁)ドラマ・映画・雑誌etc.